# آندریا بیبیری
آندریا بیبیری (انگلیسی: Andreea Bibiri؛ زادهٔ ۳ مهٔ ۱۹۷۵) بازیگر و کارگردان تئاتر زن اهل رومانی است. وی از سال ۱۹۹۵ میلادی تاکنون مشغول فعالیت بوده‌است.